# Amerie
 (avril 2019).
Si vous disposez d'ouvrages ou d'articles de référence ou si vous connaissez des sites web de qualité traitant du thème abordé ici, merci de compléter l'article en donnant les références utiles à sa vérifiabilité et en les liant à la section « Notes et références ».
Amerie Mi Marie Rogers, dite Amerie, puis Ameriie, née le 12 janvier 1980, est une chanteuse et parolière américaine de R'n'B.

## Biographie
Née en 1980 d’une mère sud-coréenne et d’un père afro-américain, Amerie passe son enfance entre les États-Unis, l’Alaska et l’Allemagne au gré des affectations de son père, militaire de carrière. Toute petite, elle prend des cours de danse mais s’intéresse aussi très vite à la musique et participe à des concours de chant. Quand sa famille s’installe aux États-Unis, la jeune fille part à Washington pour faire des études d'arts.
En 2002, Amerie lance sa carrière musicale et sort All I Have sous le label Columbia Records qui conquiert le grand public, avec notamment le hit estival Why Don't We Fall in Love. Pendant les trois années qui suivent la parution de ce premier album, on n'entend plus beaucoup parler de la chanteuse. Amerie compose pour le cinéma et va même jusqu'à décrocher un rôle dans Des étoiles plein les yeux (First Daughter), film avec comme actrice principale Katie Holmes en 2003, mais n'apparaît plus dans les charts. En juillet 2005, Amerie revient avec l'album Touch, duquel seront extraits deux singles, son plus grand succès 1 Thing (certifié platine aux États-Unis avec 200 000 ventes + téléchargements légaux) et également le titre Touch qui existe en version solo ou en featuring avec le rappeur américain T.I.. Un troisième devait voir le jour, Talkin' About mais finalement cette idée a été abandonné. Elle a aussi participé au premier titre extrait du dernier album Life de Ricky Martin, I don't care, où elle assure le featuring aux côtés de Fat Joe.
Courant 2006, elle a apporté sa contribution à la compilation Raï'n'B Fever 2, avec le morceau Crunk Didi (Losin' U) (feat. Willy Denzey & Six Coups MC).
En mars 2007, Amerie propose aux internautes de découvrir une mixtape de son nouvel album Because I Love It Volume 1, avec des morceaux emprunts d'influences RnB, soul et funk à la sauce 70s voire 80s.
Finalement l'album définitif ne contiendra aucun de ces titres (hormis Take Control et Gotta Work, respectivement 1er et 2d single). Because I Love It est sorti le 14 mai 2007 en Angleterre et s'est classé au mieux #17 tandis que le single lui a plafonné à la 10e place du top. Aux États-Unis, le titre Take Control n'est sorti qu'en single digital. Le « lead single » pour les États-Unis sera That's What U R et non Take Control comme partout ailleurs. En France, l'album et le single sortent le 28 mai 2007 pour, ce dernier se classant #57 en première semaine.
Le single Gotta Work a été commercialisé le 30 juillet 2007 au Royaume-Uni en entrant à la 33e place du Top Single. La vidéo est elle disponible depuis le 30 juin 2007. La sortie américaine, après avoir été maintes fois repoussée, s'est vue purement et simplement annulée alors qu'était programmée l'exploitation du titre That's What U R, ré-enregistré pour l'occasion avec en featuring Slim Thug et Fabolous.
À la suite de cela, Amerie a donc quitté sa maison de disques pour signer chez Def Jam, le label qui a fait de Rihanna une star internationale. Un nouvel album, dont le nom serait In Love & War, est en cours de réalisation pour une sortie prévue mi-2009. Le premier single de l'album est Why R U? et un clip lui sera consacré.
En novembre 2010 elle sort le titre Outside Your Body, un style plus electrodance.
Elle s'est mariée avec Lenny Nicholson sur l'île antillaise d'Angilla le 25 juin 2011.

## Discographie

### Albums
| Année | Album             | US | US RnB | R-U | JAP | FR  | Certification                     |
| ----- | ----------------- | -- | ------ | --- | --- | --- | --------------------------------- |
| 2002  | All I Have        | 9  | 2      | —   | 181 | —   | États-Unis : Or · Monde : Platine |
| 2005  | Touch             | 5  | 3      | 28  | 13  | 59  | États-Unis : Or · Monde : Platine |
| 2007  | Because I Love It | —  | —      | 17  | 13  | 159 | —                                 |
| 2009  | In Love & War     | —  | —      | —   | —   | —   | —                                 |

singles
" thing "

### Collaborations
| Année | Titre                                                   | US | US RnB | R-U | ALL | AUS | FR | Album                                         |
| ----- | ------------------------------------------------------- | -- | ------ | --- | --- | --- | -- | --------------------------------------------- |
| 2001  | Rule (Nas featuring Amerie)                             | —  | 27     | —   | —   | —   | —  | Stillmatic                                    |
| 2003  | Paradise & Ten (LL Cool J featuring Amerie)             | 36 | 14     | 18  | —   | 28  | —  | 10                                            |
| 2003  | Paradise (LL Cool J et Amerie)                          | —  | —      | —   | —   | —   | —  | Deliver Us From Eva (Bande originale du film) |
| 2003  | To My Mama (Bow Wow et Amerie)                          | —  | —      | —   | —   | —   | —  | Unleashed                                     |
| 2005  | I Don't Care (Ricky Martin featuring Fat Joe et Amerie) | 65 | —      | 11  | 21  | 25  | 16 | Life                                          |
| 2005  | Man Up ! (Wendy Williams et Amerie)                     | —  | —      | —   | —   | —   | —  | Brings The Heat 1                             |
| 2005  | 1 thing (Amerie featuring Eve)                          | —  | —      | —   | —   | —   | —  | Single 1 Thing                                |
| 2005  | 1 thing (Amerie featuring BG)                           | —  | —      | —   | —   | —   | —  | Single 1 Thing                                |
| 2005  | Touch (Amerie featuring T.I.)                           | —  | —      | —   | —   | —   | —  | Single Touch                                  |
| 2007  | Take Control (Amerie featuring Se7en)                   | —  | —      | —   | —   | —   | —  | Single Take Control (Édition asiatique)       |
| 2007  | Fly Like Me (Chingy featuring Amerie)                   | 89 | 40     | —   | —   | —   | —  | Hate It or Love It                            |

## Filmographie
- 2000 : The Cell
- 2004 :  Des étoiles plein les yeux : Mia Thompson